# Lijst van werken van Pieter Bruegel de Oude
Deze lijst geeft een overzicht van de werken van de 16e-eeuwse kunstenaar Pieter Bruegel de Oude.

## Schilderijen
| Afbeelding | Titel | Datering                  | Techniek                       | h × b (cm)      | Locatie |
| ---------- | --- | ------------------------- | ------------------------------ | --------------- | --- |
|            | Landschap met de parabel van de zaaier                                                                         | 1557                      | Olieverf op paneel             | 73,7 × 102,9    | San Diego, Timken Museum of Art                                                                                      |
|            | Wie een varken is, moet in het kot of De dronkaard in de varkensstal geduwd of: De dronkaard in het varkenskot | 1557                      | Olieverf op paneel             | diameter: 20 cm | Privécollectie (Christie's, Londen, 2002)                                                                            |
|            | Johannes Wierix naar Bruegel De dronkaard in de varkensstal geduwd                                             | 1568                      | gravure                        | diameter: 19 cm | |
|            | Twaalf spreekwoorden                                                                                           | 1558                      | Olieverf op paneel             | 74,5 × 98,4     | Antwerpen, Museum Mayer van den Bergh                                                                                |
|            | De spreekwoorden of De blauwe huik                                                                             | 1559                      | Olieverf op paneel             | 117,5 × 163,5   | Berlijn, Gemäldegalerie                                                                                              |
|            | De strijd tussen Vasten en Vastenavond of De strijd tussen Carnaval en Vasten                                  | 1559                      | Olieverf op paneel             | 118 × 164,2     | Wenen, Kunsthistorisches Museum                                                                                      |
|            | De kinderspelen                                                                                                | 1560                      | Olieverf op paneel             | 116,4 × 160,3   | Wenen, Kunsthistorisches Museum                                                                                      |
|            | De zelfmoord van Saul (tijdens de slag tegen de Filistijnen op de Gilboa)                                      | 1562                      | Olieverf op paneel             | 33,7 × 55,7     | Wenen, Kunsthistorisches Museum                                                                                      |
|            | Twee aapjes | 1562                      | Olieverf op paneel             | 19,8 × 23,3     | Berlijn, Gemäldegalerie                                                                                              |
|            | De val der opstandige engelen of De aartsengel Michaël in gevecht met de apocalyptische draak                  | 1562                      | Olieverf op paneel             | 117 × 162       | Brussel, Koninklijke Musea voor Schone Kunsten van België                                                            |
|            | De triomf van de dood                                                                                          | na 1562                   | Olieverf op paneel             | 117 × 162       | Madrid, Museo del Prado                                                                                              |
|            | Dulle Griet | 1563 (niet 1561 of 1562!) | Olieverf op paneel             | 117,4 × 162     | Antwerpen, Museum Mayer van den Bergh                                                                                |
|            | De vlucht naar Egypte                                                                                          | 1563                      | Olieverf op paneel             | 37,1 × 55,6     | Londen, The Samuel Courtauld Trust, The Courtauld Gallery                                                            |
|            | Gezicht op de baai van Napels                                                                                  | ca. 1563 ?                | Olieverf op paneel             | 42,2 × 71,2     | Rome, Galleria Doria Pamphilj                                                                                        |
|            | De toren van Babel of De bouw van de toren van Babel                                                           | 1563                      | Olieverf op paneel             | 114,3 × 155,1   | Wenen, Kunsthistorisches Museum                                                                                      |
|            | De toren van Babel                                                                                             | na 1563 ?                 | Olieverf op paneel             | 59,9 × 74,6     | Rotterdam, Museum Boijmans Van Beuningen                                                                             |
|            | De aanbidding door de wijzen (of: koningen) in de sneeuw                                                       | 1563 (niet 1567!)         | Olieverf op paneel             | 35 × 55         | Winterthur, Sammlung Oskar Reinhart                                                                                  |
|            | De kruisdraging of De calvarietocht van Christus                                                               | 1564                      | Olieverf op paneel             | 124,2 × 170,7   | Wenen, Kunsthistorisches Museum                                                                                      |
|            | De ontslaping van Maria of Het sterfbed van Maria of: De dood van Maria                                        | ca. 1564                  | Olieverf op paneel (grisaille) | 36,8 × 55,6     | Upton House |
|            | Philip Galle naar Bruegel De ontslaping van Maria                                                              | 1574                      | gravure                        | 30,6 × 41,8     | |
|            | De aanbidding door de wijzen (of: koningen)                                                                    | 1564                      | Olieverf op paneel             | 112,1 × 83,9    | Londen, National Gallery                                                                                             |
|            | De twaalf maanden                                                                                              | 1565                      |                                |                 | Een cyclus van zes schilderijen waarvan de eerste met de lente (april/mei) verloren is gegaan (zie verder hieronder) |
|            | De hooitijd (juni/juli) of Het binnenhalen van het hooi                                                        | 1565                      | Olieverf op paneel             | 114 × 158       | Praag, Paleis Lobkowicz, Praagse Burcht                                                                              |
|            | De korenoogst (augustus/september) of De oogst                                                                 | 1565                      | Olieverf op paneel             | 119 × 162       | New York, Metropolitan Museum of Art                                                                                 |
|            | De terugkeer van de kudde (oktober/november)                                                                   | 1565                      | Olieverf op paneel             | 117 × 159,7     | Wenen, Kunsthistorisches Museum                                                                                      |
|            | Jagers in de sneeuw (december/januari)                                                                         | 1565                      | Olieverf op paneel             | 116,3 × 162,5   | Wenen, Kunsthistorisches Museum                                                                                      |
|            | De sombere dag (februari/maart)                                                                                | 1565                      | Olieverf op paneel             | 117,6 × 162,2   | Wenen, Kunsthistorisches Museum                                                                                      |
|            | Winterlandschap met (schaatsers en) vogelknip                                                                  | 1565                      | Olieverf op paneel             | 37 × 55,5       | Brussel, Koninklijke Musea voor Schone Kunsten van België                                                            |
|            | Christus en de overspelige vrouw                                                                               | 1565                      | Olieverf op paneel (grisaille) | 24,1 × 34,4     | Londen, The Samuel Courtauld Trust, The Courtauld Gallery                                                            |
|            | De boerenbruiloftsdans                                                                                         | 1566                      | Olieverf op paneel             | 119,4 × 157,5   | Detroit, Detroit Institute of Arts                                                                                   |
|            | Pieter van der Heyden naar Bruegel De boerenbruiloftsdans                                                      | na 1570                   | gravure                        | 37,5 × 42,3     | |
|            | De volkstelling te Bethlehem                                                                                   | 1566                      | Olieverf op paneel             | 115,3 × 164,5   | Brussel, Koninklijke Musea voor Schone Kunsten van België                                                            |
|            | De prediking van Johannes de Doper                                                                             | 1566                      | Olieverf op paneel             | 95,1 × 161,6    | Boedapest, Szépművészeti Múzeum                                                                                      |
|            | De kindermoord te Bethlehem                                                                                    | 1566                      | Olieverf op paneel             | 109,2 × 158,1   | Wenen, Kunsthistorisches Museum                                                                                      |
|            | Het Sint-Maartensfeest                                                                                         | circa 1566-1567           | Tempera op doek (Tüchlein)     | 148 × 270,5     | Madrid, Museo del Prado                                                                                              |
|            | De bekering van Saulus (Paulus)                                                                                | 1567                      | Olieverf op paneel             | 108 × 156,3     | Wenen, Kunsthistorisches Museum                                                                                      |
|            | Luilekkerland of Het Land van Kokanje                                                                          | 1567                      | Olieverf op paneel             | 52 × 78         | München, Alte Pinakothek                                                                                             |
|            | Pieter van der Heyden (?) naar Bruegel Luilekkerland                                                           | na 1570 ?                 | gravure                        | 20,9 × 27,7     | |
|            | De boerenbruiloft of Het bruiloftsmaal                                                                         | ca. 1567                  | Olieverf op paneel             | 113,1 × 164,1   | Wenen, Kunsthistorisches Museum                                                                                      |
|            | De boerendans of De dorpskermis                                                                                | ca. 1567                  | Olieverf op paneel             | 113,5 × 164     | Wenen, Kunsthistorisches Museum                                                                                      |
|            | Kop van een boerin                                                                                             | ca. 1568                  | Olieverf op paneel             | 21,8 × 18,5     | München, Alte Pinakothek                                                                                             |
|            | De nestrover                                                                                                   | 1568                      | Olieverf op paneel             | 59,5 × 68,3     | Wenen, Kunsthistorisches Museum                                                                                      |
|            | De misantroop                                                                                                  | 1568                      | Lijmverf op doek (Tüchlein)    | 86 × 85         | Napels, Museo di Capodimonte                                                                                         |
|            | De parabel van de blinden                                                                                      | 1568                      | Lijmverf op doek (Tüchlein)    | 86 × 156        | Napels, Museo di Capodimonte                                                                                         |
|            | De kreupelen of De kreupele bedelaars                                                                          | 1568                      | Olieverf op paneel             | 18,5 × 21,5     | Parijs, Musée du Louvre                                                                                              |
|            | Drie soldaten of Drie landsknechten                                                                            | 1568                      | Olieverf op paneel (grisaille) | 20,3 × 17,8     | New York, Frick Collection                                                                                           |
|            | De ekster op de galg                                                                                           | 1568                      | Olieverf op paneel             | 45,9 × 50,8     | Darmstadt, Hessisches Landesmuseum                                                                                   |

## Problematische werken
| Afbeelding | Titel                                                                             | Datering                                   | Techniek                    | h × b (cm)  | Locatie                                                   |
| ---------- | --------------------------------------------------------------------------------- | ------------------------------------------ | --------------------------- | ----------- | --------------------------------------------------------- |
|            | De aanbidding door de wijzen (of: koningen)                                       | circa 1556                                 | Lijmverf op doek (Tüchlein) | 124 × 169   | Brussel, Koninklijke Musea voor Schone Kunsten van België |
|            | Landschap met de verschijning van Christus aan het meer van Tiberias              | na 1600 (valse signatuur: P.Brueghel 1553) | olieverf op paneel          | 67 × 100    | Collectie Charles De Pauw, Waver                          |
|            | Landschap met de verzoeking van de heilige Antonius (navolger van Pieter Bruegel) | circa 1550-1575                            | olieverf op paneel          | 58,5 × 85,7 | National Gallery of Art, Washington D.C.                  |
|            | De val van Icarus (kopie naar een verloren gegaan origineel)                      | –                                          | olieverf op doek            | 73,5 × 112  | Koninklijke Musea voor Schone Kunsten van België, Brussel |
|            | Geeuwende man (toegeschreven aan Pieter Brueghel de Jonge)                        | na 1616 (?) signatuur: P[...]              | olieverf op paneel          | 12,6 × 9,2  | Koninklijke Musea voor Schone Kunsten van België, Brussel |
|            | Storm op zee (toegeschreven aan Joos de Momper)                                   | na 1580                                    | olieverf op paneel          | 71 × 97     | Kunsthistorisches Museum, Wenen                           |

## Tekeningen en prenten
Naast vrije tekeningen en studies heeft Bruegel ook veel tekeningen, meestal in opdracht van uitgever Hieronymus Cock in Antwerpen, gemaakt voor prenten die door anderen werden uitgevoerd. Voor zover bekend heeft Bruegel zelf één ets gemaakt, De hazenjacht uit 1560. De bijbehorende tekening is waarschijnlijk een voorstudie, hoewel het vroeger ook wel als een tekening naar de ets is beschouwd.
De tekeningen zijn gemaakt op ongekleurd papier, tenzij anders aangegeven. In de kolom Signatuur zijn alleen de authentieke signaturen vermeld; latere toevoegingen zijn meestal weggelaten. De prenten die niet door Bruegel zelf zijn uitgevoerd, zijn met grijs aangegeven.
| Afbeelding | Titel | Signatuur                                         | Datering         | Techniek | h × b (cm)                     | Locatie                                                                             |
| ---------- | --- | ------------------------------------------------- | ---------------- | --- | ------------------------------ | ----------------------------------------------------------------------------------- |
|            | Rivierdal in een heuvellandschap                                                                                                  | 1552                                              | 1552             | pen en bruine inkt op blauw gekleurd papier                                                                        | 17,6 × 26,4                    | Parijs, Louvre                                                                      |
|            | Klooster in een vallei | brueghel 1552                                     | 1552             | pen en bruine inkt (latere accenten in aquarel)                                                                    | 18,5 × 32,6                    | Berlijn, Kupferstichkabinett                                                        |
|            | Boslandschap met een hoeve en een molen                                                                                           | b[...]g[..] 52 (deels weggekrast)                 | 1552             | pen en bruine inkt                                                                                                 | 21,3 × 28,1                    | Milaan, Biblioteca Ambrosiana                                                       |
|            | Pastoraal landschap | [.]rueghel 1552                                   | 1552             | pen en bruine inkt                                                                                                 | 21,5 × 31                      | Oslo, Nasjonalgalleriet                                                             |
|            | Dorpsgezicht | brueghel                                          | ca. 1552         | pen en bruine inkt (met latere toevoegingen)                                                                       | 20,7 × 33,1                    | Leiden, Prentenkabinet Rijksuniversiteit                                            |
|            | Berglandschap met een heuvelrug en een vallei                                                                                     | –                                                 | ca. 1552-1553    | pen en bruine inkt                                                                                                 | 20,4 × 29,5                    | Braunschweig, Herzog Anton Ulrich-Museum                                            |
|            | Gezicht op een rivierdal vanaf een heuvel                                                                                         | b[...]hel 15[..]                                  | ca. 1552-1553    | pen en bruine inkt                                                                                                 | 21,8 × 30,1                    | Rotterdam, Museum Boijmans Van Beuningen                                            |
|            | Berglandschap met een rivier en reizigers                                                                                         | 1553                                              | 1553             | pen en bruine inkt                                                                                                 | 22,8 × 33,8                    | Londen, British Museum                                                              |
|            | Landschap met een versterkte stad                                                                                                 | p. brueghel 1·5·5·3                               | 1553             | pen en bruine inkt                                                                                                 | 23,6 × 33,5                    | Londen, British Museum                                                              |
|            | Landschap met de heilige Hiëronymus                                                                                               | [1]553 / brueghel                                 | 1553             | pen en bruine inkt                                                                                                 | 23,2 × 33,6                    | Washington, National Gallery of Art                                                 |
|            | Berglandschap | 1553 / brueghel (niet origineel)                  | 1553             | pen en bruine inkt                                                                                                 | 23,6 × 34,2                    | Parijs, Louvre                                                                      |
|            | Gezicht op de Ripa Grande in Rome                                                                                                 | a rypa / bruegel (later toegevoegd door Bruegel?) | ca. 1553         | pen en bruine en roodbruine inkt                                                                                   | 20,7 × 28,3                    | Chatsworth, The Duke of Devonshire and the Chatsworth Settlement Trustees           |
|            | Heuvellandschap met een kerk en een watermolen (deels naar Domenico Campagnola)                                                   | 1554                                              | 1554             | pen en roodbruine inkt                                                                                             | 33,3 × 46,6                    | Berlijn, Kupferstichkabinett                                                        |
|            | verso van vorige: Landschap met een kasteel                                                                                       |                                                   | 1554             | |                                | Berlijn, Kupferstichkabinett                                                        |
|            | Boslandschap met uitzicht op zee                                                                                                  | 1554 brueghel                                     | 1554             | pen en bruine inkt, bruin gewassen, witte dekverf en zwart krijt op blauw papier                                   | 26 × 34,4                      | Cambridge (Massachusetts), Harvard Art Museums, Fogg Museum (Harvard-universiteit)  |
|            | Boslandschap met beren | 1554                                              | 1554             | pen en bruine inkt                                                                                                 | 27,3 × 41                      | Praag, Národní galerie                                                              |
|            | verso van vorige: Riviergezicht met een havenstad                                                                                 |                                                   | 1554             | |                                | Praag, Národní galerie                                                              |
|            | Hieronymus Cock naar Bruegels Boslandschap met beren: Landschap met de Verzoeking van Christus                                    |                                                   | ca. 1554         | ets en gravure | 31,9 × 43,9                    |                                                                                     |
|            | Landschap met vee en een dorp | –                                                 | ca. 1554         | pen en bruine inkt                                                                                                 | 19,7 × 25,8                    | Particuliere collectie                                                              |
|            | Pastoraal landschap met een boerderij en een windmolen                                                                            | –                                                 | ca. 1554         | pen en roodbruine inkt                                                                                             | 23,6 × 34,2                    | Washington, National Gallery of Art                                                 |
|            | Beek met een visser en een watermolen                                                                                             | –                                                 | ca. 1554         | pen en bruine inkt                                                                                                 | 34,5 × 23,5                    | Brussel, Koninklijke Bibliotheek van België                                         |
|            | Bosgezicht met beren | –                                                 | ca. 1554         | pen en bruine inkt                                                                                                 | 33,8 × 23,2                    | Londen, British Museum                                                              |
|            | Joannes en Lucas van Doetecum naar Bruegel De grote landschappen: Gezicht op de Tiber bij Tivoli                                  |                                                   | ca. 1555-1556    | ets en gravure | 32 × 42                        |                                                                                     |
|            | Joannes en Lucas van Doetecum naar Bruegel De grote landschappen: De heilige Hiëronymus in de wildernis                           |                                                   | ca. 1555-1556    | ets en gravure | 32,7 × 42,9                    |                                                                                     |
|            | Joannes en Lucas van Doetecum naar Bruegel De grote landschappen: De boetvaardige Maria Magdalena                                 |                                                   | ca. 1555-1556    | ets en gravure | 32,4 × 42,7                    |                                                                                     |
|            | Berglandschap met ezelskaravaan (voortekening voor de prentreeks De grote landschappen)                                           | [...]ueghel 1555                                  | 1555             | pen en bruine inkt                                                                                                 | 29 × 43                        | Parijs, Louvre                                                                      |
|            | Joannes en Lucas van Doetecum naar Bruegel De grote landschappen: Berglandschap met ezelskaravaan                                 |                                                   | ca. 1555-1556    | ets en gravure | 32,5 × 42,9                    |                                                                                     |
|            | Joannes en Lucas van Doetecum naar Bruegel De grote landschappen: De sluwe vogelvanger                                            |                                                   | ca. 1555-1556    | ets en gravure | 32,9 × 42,3                    |                                                                                     |
|            | Joannes en Lucas van Doetecum naar Bruegel De grote landschappen: De Belgische wagen                                              |                                                   | ca. 1555-1556    | ets en gravure | 32,4 × 42,8                    |                                                                                     |
|            | Joannes en Lucas van Doetecum naar Bruegel De grote landschappen: Landelijke beslommeringen                                       |                                                   | ca. 1555-1556    | ets en gravure | 32,6 × 43,1                    |                                                                                     |
|            | Heuvellandschap met drie pelgrims (voortekening voor de prentreeks De grote landschappen)                                         | –                                                 | ca. 1555         | pen en bruine inkt, penseel en grijze en bruine inkt                                                               | 26 × 41,5                      | Antwerpen, Koninklijk Museum voor Schone Kunsten                                    |
|            | Joannes en Lucas van Doetecum naar Bruegel De grote landschappen: Alpengezicht met de Emmaüsgangers                               |                                                   | ca. 1555-1556    | ets en gravure | 32,6 × 42,9                    |                                                                                     |
|            | Joannes en Lucas van Doetecum naar Bruegel De grote landschappen: Bebost gebied                                                   |                                                   | ca. 1555-1556    | ets en gravure | 39,6 × 42,8                    |                                                                                     |
|            | Joannes en Lucas van Doetecum naar Bruegel De grote landschappen: Rustende soldaten                                               |                                                   | ca. 1555-1556    | ets en gravure | 32,2 × 42,1                    |                                                                                     |
|            | Joannes en Lucas van Doetecum naar Bruegel (?) De grote landschappen: Landelijke markt                                            |                                                   | ca. 1555-1556    | ets en gravure | 32 × 42,4                      |                                                                                     |
|            | Joannes en Lucas van Doetecum naar Bruegel (?) De grote landschappen: De rust tijdens de vlucht naar Egypte                       |                                                   | ca. 1555-1556    | ets en gravure | 31,5 × 42,4                    |                                                                                     |
|            | Joannes en Lucas van Doetecum naar Bruegel Weids Alpenlandschap                                                                   |                                                   | ca. 1555-1556    | ets en gravure | 36,8 × 46,8                    |                                                                                     |
|            | De rust tijdens de vlucht naar Egypte                                                                                             | bruegel F                                         | ca. 1555-1556    | pen en bruine en roodbruine inkt                                                                                   | 20,3 × 28,2                    | Berlijn, Kupferstichkabinett                                                        |
|            | Gezicht op de Schelde bij Baasrode                                                                                                | –                                                 | ca. 1556         | pen en bruine inkt                                                                                                 | 24,9 × 42,1                    | Berlijn, Kupferstichkabinett                                                        |
|            | Riviergezicht met een dorp aan een rivier                                                                                         | –                                                 | ca. 1556         | pen en bruine inkt                                                                                                 | 20,2 × 28,6                    | Parijs, Louvre                                                                      |
|            | Riviergezicht met boten en een visser op de oever                                                                                 | –                                                 | ca. 1556         | pen en bruine inkt                                                                                                 | 15 × 26,6                      | Parijs, Louvre                                                                      |
|            | De verzoeking van de heilige Antonius                                                                                             | –                                                 | ca. 1556         | pen en penseel, bruine en grijsbruine inkt                                                                         | 21,6 × 32,6                    | Oxford, Ashmolean Museum                                                            |
|            | Pieter van der Heyden naar Bruegel De verzoeking van de heilige Antonius                                                          |                                                   | 1556             | gravure | 24,7 × 32,8                    |                                                                                     |
|            | De grote vissen eten de kleine of: Grote vissen eten kleine vissen                                                                | 1556 / brueghel                                   | 1556             | pen en penseel, bruine en grijsbruine inkt                                                                         | 21,6 × 30,7                    | Wenen, Albertina                                                                    |
|            | Pieter van der Heyden naar Bruegel De grote vissen eten de kleine of: Grote vissen eten kleine vissen                             |                                                   | 1557             | gravure | 22,9 × 29,8                    |                                                                                     |
|            | De ezel op school | brueghel·1556·                                    | 1556             | pen en penseel, bruine en grijsbruine inkt                                                                         | 23,3 × 30,2                    | Berlijn, Kupferstichkabinett                                                        |
|            | Pieter van der Heyden naar Bruegel De ezel op school                                                                              | brueghel 1556                                     | 1556             | gravure | 23,6 × 30,3                    |                                                                                     |
|            | De zeven hoofdzonden: Ira (De toorn)                                                                                              | brueghel 1557                                     | 1557             | pen en grijsbruine inkt                                                                                            | 22,8 × 30,1                    | Florence, Uffizi                                                                    |
|            | Pieter van der Heyden naar Bruegel De zeven hoofdzonden: Ira (De toorn)                                                           |                                                   | 1558             | gravure | 22,5 × 29,4                    |                                                                                     |
|            | De zeven hoofdzonden: Desidia (De luiheid)                                                                                        | brueghel / 1557                                   | 1557             | pen en grijsbruine inkt                                                                                            | 21,4 × 29,6                    | Wenen, Albertina                                                                    |
|            | Pieter van der Heyden naar Bruegel De zeven hoofdzonden: Desidia (De luiheid)                                                     |                                                   | 1558             | gravure | 23 × 29,1                      |                                                                                     |
|            | De zeven hoofdzonden: Superbia (De hoogmoed)                                                                                      | brueghel 1557                                     | 1557             | pen en grijsbruine inkt                                                                                            | 22,9 × 30                      | Parijs, Fondation Custodia, Collection Frits Lugt                                   |
|            | Pieter van der Heyden naar Bruegel De zeven hoofdzonden: Superbia (De hoogmoed)                                                   |                                                   | 1558             | gravure | 22,9 × 29,6                    |                                                                                     |
|            | De zeven hoofdzonden: Avaritia (De gierigheid)                                                                                    | brueghel 1556                                     | 1556             | pen en grijsbruine inkt                                                                                            | 22,8 × 29,8                    | Londen, British Museum                                                              |
|            | Pieter van der Heyden naar Bruegel De zeven hoofdzonden: Avaritia (De gierigheid)                                                 |                                                   | 1558             | gravure | 22,5 × 29,6                    |                                                                                     |
|            | De zeven hoofdzonden: Gula (De vraatzucht)                                                                                        | brüeghel 1557                                     | 1557             | pen en grijsbruine inkt                                                                                            | 23 × 30                        | Parijs, Fondation Custodia, Collection Frits Lugt                                   |
|            | Pieter van der Heyden naar Bruegel De zeven hoofdzonden: Gula (De vraatzucht)                                                     |                                                   | 1558             | gravure | 22,5 × 29,4                    |                                                                                     |
|            | De zeven hoofdzonden: Invidia (De na-ijver)                                                                                       | brueghel 1557                                     | 1557             | pen en grijsbruine inkt                                                                                            | 22 × 30                        | Particuliere collectie (Zwitserland)                                                |
|            | Pieter van der Heyden naar Bruegel De zeven hoofdzonden: Invidia (De na-ijver)                                                    |                                                   | ca. 1558         | gravure | 22,8 × 29,5                    |                                                                                     |
|            | De zeven hoofdzonden: Luxuria (De wellust)                                                                                        | brüeghel 1557                                     | 1557             | pen en grijsbruine inkt                                                                                            | 22,5 × 29,6                    | Brussel, Koninklijke Bibliotheek van België                                         |
|            | Pieter van der Heyden naar Bruegel De zeven hoofdzonden: Luxuria (De wellust)                                                     |                                                   | ca. 1558         | gravure | 22,6 × 29,6                    |                                                                                     |
|            | Pieter van der Heyden naar Bruegel Patientia (De lijdzaamheid)                                                                    |                                                   | 1557             | gravure | 34 × 43,4                      |                                                                                     |
|            | Het Laatste Oordeel | brueghel 1558                                     | 1558             | pen en zwartbruine inkt                                                                                            | 23 × 30                        | Wenen, Albertina                                                                    |
|            | Pieter van der Heyden naar Bruegel Het Laatste Oordeel                                                                            |                                                   | 1558             | gravure | 22,5 × 29,4                    |                                                                                     |
|            | Elck | [B]rueghel 1558                                   | 1558             | pen en bruine inkt                                                                                                 | 20,8 × 24,1                    | Londen, British Museum                                                              |
|            | Pieter van der Heyden naar Bruegel Elck                                                                                           |                                                   | ca. 1558         | gravure | 23,2 × 30                      |                                                                                     |
|            | Schaatsers voor de Sint-Jorispoort                                                                                                | brueghel 1558                                     | 1558             | pen in bruine inkt, accenten in zwarte inkt                                                                        | 21,3 × 29,8                    | Particuliere collectie                                                              |
|            | Frans Huys naar Bruegel Schaatsers voor de Sint-Jorispoort                                                                        |                                                   | ca. 1558         | gravure | 23,1 × 29,3                    |                                                                                     |
|            | De alchemist | brueghel / 1558                                   | 1558             | pen en bruine inkt                                                                                                 | 30,8 × 45,3                    | Berlijn, Kupferstichkabinett                                                        |
|            | Philip Galle naar Bruegel De alchemist                                                                                            |                                                   | ca. 1558         | gravure | 33,7 × 44,5                    |                                                                                     |
|            | Pieter van der Heyden naar Bruegel De heks van Mallegem                                                                           |                                                   | 1559             | gravure | 35,3 × 47,3                    |                                                                                     |
|            | Kermis in Hoboken | 1559 / bruegel                                    | 1559             | pen en bruine inkt                                                                                                 | 26,5 × 39,4                    | Londen, Courtauld Institute of Art, Lee Collection                                  |
|            | Frans Hogenberg naar Bruegel Kermis in Hoboken                                                                                    |                                                   | ca. 1559         | ets en gravure | 29,8 × 40,8                    |                                                                                     |
|            | Joannes en Lucas van Doetecum naar Bruegel De Sint-Joriskermis                                                                    |                                                   | ca. 1559         | ets en gravure | 33,2 × 52,3                    |                                                                                     |
|            | Storm met gezicht op een stad | –                                                 | ca. 1559         | pen en bruine inkt                                                                                                 | 20,2 × 29,9                    | Londen, Courtauld Institute of Art, Sielern Collection                              |
|            | De zeven deugden: Fides (Het geloof)                                                                                              | bruegel 1559                                      | 1559             | pen en bruine inkt                                                                                                 | 22,5 × 29,5                    | Amsterdam, Rijksmuseum                                                              |
|            | Philip Galle naar Bruegel De zeven deugden: Fides (Het geloof)                                                                    |                                                   | ca. 1560         | gravure | 22,5 × 29,5                    |                                                                                     |
|            | De zeven deugden: Spes (De hoop)                                                                                                  | bruegel 1559                                      | 1559             | pen en donkerbruine inkt                                                                                           | 22,4 × 29,5                    | Berlijn, Kupferstichkabinett                                                        |
|            | Philip Galle naar Bruegel De zeven deugden: Spes (De hoop)                                                                        |                                                   | ca. 1560         | gravure | 22,3 × 28,8                    |                                                                                     |
|            | De zeven deugden: Cayritas [sic] (De liefde)                                                                                      | bruegel 1559                                      | 1559             | pen en donkerbruine inkt                                                                                           | 22,4 × 29,9                    | Rotterdam, Museum Boijmans Van Beuningen                                            |
|            | Philip Galle naar Bruegel De zeven deugden: Charitas (De liefde)                                                                  |                                                   | ca. 1560 (1559?) | gravure | 22,5 × 29,2                    |                                                                                     |
|            | De zeven deugden: Justicia (De gerechtigheid)                                                                                     | 1559 bruegel                                      | 1559             | pen en grijsbruine inkt                                                                                            | 22,4 × 29,5                    | Brussel, Koninklijke Musea voor Schone Kunsten van België                           |
|            | Philip Galle naar Bruegel De zeven deugden: Justicia (De gerechtigheid)                                                           |                                                   | ca. 1560         | gravure | 22,5 × 29,2                    |                                                                                     |
|            | De zeven deugden: Prudencia [sic] (De voorzichtigheid)                                                                            | brueghel 1559                                     | 1559             | pen en donkerbruine inkt                                                                                           | 22,5 × 29,8                    | Brussel, Koninklijke Musea voor Schone Kunsten van België                           |
|            | Philip Galle naar Bruegel De zeven deugden: Prudentia (De voorzichtigheid)                                                        |                                                   | ca. 1560         | gravure | 22,3 × 28,7                    |                                                                                     |
|            | De zeven deugden: Fortitudo (De kracht)                                                                                           | bruegel / 1560                                    | 1560             | pen en bruine inkt                                                                                                 | 22,5 × 29,5                    | Rotterdam, Museum Boijmans Van Beuningen                                            |
|            | Philip Galle naar Bruegel De zeven deugden: Fortitudo (De kracht)                                                                 |                                                   | ca. 1560         | gravure | 22,7 × 29,4                    |                                                                                     |
|            | De zeven deugden: Temperancia (De matigheid)                                                                                      | bruegel 1560                                      | 1560             | pen en bruine inkt                                                                                                 | 22,5 × 29,5                    | Rotterdam, Museum Boijmans Van Beuningen                                            |
|            | Philip Galle naar Bruegel De zeven deugden: Temperantia (De matigheid)                                                            |                                                   | ca. 1560         | gravure | 22,5 × 29,4                    |                                                                                     |
|            | De hazenjacht (voorstudie) | bruegel 1560                                      | 1560             | pen en bruine inkt                                                                                                 | 21,3 × 19,6                    | Parijs, Fondation Custodia, Collection Frits Lugt                                   |
|            | De hazenjacht | bruegel 1506 [sic]                                | 1560             | ets | 22,3 × 29,2                    |                                                                                     |
|            | Gezicht op Reggio di Calabria | –                                                 | ca. 1560         | pen en bruine inkt, met 17e-eeuwse toevoegingen in penseel                                                         | 15,4 × 24,1                    | Rotterdam, Museum Boijmans Van Beuningen                                            |
|            | Frans Huys naar Bruegel Zeeslag in de Straat van Messina                                                                          |                                                   | 1561             | gravure en ets | 43,4 × 71,7 (twee koperplaten) |                                                                                     |
|            | De Emmaüsgangers | –                                                 | ca. 1560         | pen en bruine inkt, met latere toevoegingen                                                                        | 24,4 × 37,3                    | Rotterdam, Museum Boijmans Van Beuningen                                            |
|            | Philip Galle naar Bruegel De parabel van de wijze en de dwaze maagden                                                             |                                                   | ca. 1560-1563    | gravure | 22,2 × 28,8                    |                                                                                     |
|            | De afdaling van Christus in het voorgeborchte                                                                                     | bruegel                                           | 1561 ?           | pen en bruine inkt                                                                                                 | 22,3 × 29,4                    | Wenen, Albertina                                                                    |
|            | Pieter van der Heyden naar Bruegel De afdaling van Christus in het voorgeborchte                                                  |                                                   | ca. 1561         | gravure | 23,5 × 29,5                    |                                                                                     |
|            | Frans Huys naar Bruegel De zeilschepen: Bewapende viermaster zeilend in de richting van een haven                                 |                                                   | ca. 1561-1562    | gravure en ets | 29,1 × 21,9                    |                                                                                     |
|            | Frans Huys naar Bruegel De zeilschepen: Bewapende driemaster in volle zee, begeleid door een galei                                |                                                   | ca. 1561-1562    | gravure en ets | 31,4 × 24,6                    |                                                                                     |
|            | Frans Huys naar Bruegel De zeilschepen: Bewapende driemaster aan de kust, met de val van Daedalus en Icarus                       |                                                   | ca. 1561-1562    | gravure en ets | 22,6 × 29,4                    |                                                                                     |
|            | Frans Huys naar Bruegel De zeilschepen: Bewapende viermaster vaart de haven uit                                                   |                                                   | ca. 1561-1562    | gravure en ets | 22,3 × 29,3                    |                                                                                     |
|            | Frans Huys naar Bruegel De zeilschepen: Bewapende driemaster voor anker bij een stad                                              |                                                   | ca. 1561-1562    | gravure en ets | 23,3 × 29,3                    |                                                                                     |
|            | Frans Huys naar Bruegel De zeilschepen: Viermaster en twee bewapende driemasters voor ankerbij een versterkt eiland met vuurtoren |                                                   | ca. 1561-1562    | gravure en ets | 22,6 × 29,4                    |                                                                                     |
|            | Frans Huys naar Bruegel De zeilschepen: Drie karvelen in een opkomende storm, met Arion op een dolfijn in de voorgrond            |                                                   | ca. 1561-1562    | gravure en ets | 21,8 × 28,6                    |                                                                                     |
|            | Frans Huys naar Bruegel De zeilschepen: Een vloot galeien, begeleid door een karveel                                              |                                                   | ca. 1561-1562    | gravure en ets | 22,6 × 29,2                    |                                                                                     |
|            | Frans Huys (en Cornelis Cort ?) naar Bruegel De zeilschepen: Een hulk en een boeier voor de kust van de Zuiderzee bij Enkhuizen   |                                                   | ca. 1561-1565    | gravure | 24,4 × 19,3                    |                                                                                     |
|            | Cornelis Cort (?) naar Bruegel De zeilschepen: Twee galeien volgen een bewapende driemaster, met de val van Phaëton               |                                                   | ca. 1564-1565    | gravure | 22 × 28,2                      |                                                                                     |
|            | Pieter van der Heyden naar Bruegel Marskramer bestolen door apen                                                                  |                                                   | 1562             | gravure | 22,7 × 29,5                    |                                                                                     |
|            | De wederopstanding van Christus                                                                                                   | brueuegel [sic] (deels origineel?)                | ca. 1562         | pen en bruine inkt, penseel in grijsblauwe en donkerblauwe inkt (deels later toegevoegd?), geplakt op eiken paneel | 43,1 × 30,7                    | Rotterdam, Museum Boijmans Van Beuningen                                            |
|            | Philip Galle naar Bruegel De wederopstanding van Christus                                                                         |                                                   | ca. 1562-1563    | gravure | 45,1 × 33                      |                                                                                     |
|            | Pieter van der Heyden naar Bruegel De magere keuken                                                                               |                                                   | 1563             | gravure | 22,4 × 29,1                    |                                                                                     |
|            | Pieter van der Heyden naar Bruegel De vette keuken                                                                                |                                                   | 1563             | gravure | 22,4 × 29,5                    |                                                                                     |
|            | Pieter van der Heyden naar Bruegel De heilige Jakobus en de tovenaar Hermogenes                                                   |                                                   | 1565             | gravure | 21,8 × 29,6                    |                                                                                     |
|            | De val van de tovenaar | bruegel·m·d·xliiii [sic]                          | 1564             | pen en bruine inkt                                                                                                 | 23,3 × 29,6                    | Amsterdam, Rijksmuseum                                                              |
|            | Pieter van der Heyden naar Bruegel De val van de tovenaar                                                                         |                                                   | 1565             | gravure | 22,4 × 29,2                    |                                                                                     |
|            | De doedelzakspeler | –                                                 | ca. 1565         | pen en bruine inkt                                                                                                 | 20,5 × 14,5                    | Washington, National Gallery of Art, langdurig bruikleen van Ian Woodner Collection |
|            | De ganzenhoeder | –                                                 | ca. 1565         | pen en geelbruine inkt                                                                                             | 24,8 × 14,9                    | Dresden, Kupferstichkabinett Dresden                                                |
|            | Vier mannen in gesprek | bruegel (niet origineel)                          | ca. 1565         | pen en bruine inkt                                                                                                 | 21,2 × 15,2                    | Parijs, Louvre                                                                      |
|            | Kunstenaar en kenner of: De schilder en de kunstkenner                                                                            | bruegel                                           | ca. 1565         | pen en grijsbruine inkt, met accenten in lichtbruine inkt                                                          | 25,5 × 21,5                    | Wenen, Albertina                                                                    |
|            | De laster van Apelles | m.d.lxv. / p brueg. (deels beschadigd)            | ca. 1565         | pen en grijsbruine inkt, penseel in grijze en bruine inkt, met latere toevoegingen                                 | 20,3 × 30,6                    | Londen, British Museum                                                              |
|            | Ver (Lente) | m.d.lxv. / bruegel                                | 1565             | pen en bruine inkt                                                                                                 | 22 × 29                        | Wenen, Albertina                                                                    |
|            | Pieter van der Heyden naar Bruegel Ver (Lente)                                                                                    |                                                   | 1570             | gravure | 22,2 × 28,6                    |                                                                                     |
|            | Aestas (Zomer) | [b]rueghel / m.d.lxviii                           | 1568             | pen en bruine inkt                                                                                                 | 22 × 28,6                      | Hamburg, Hamburger Kunsthalle, Kupferstichkabinett                                  |
|            | Pieter van der Heyden naar Bruegel Aestas (Zomer)                                                                                 |                                                   | 1570             | gravure | 22,3 × 28,5                    |                                                                                     |
|            | De bruiloft van Mopsus en Nisa of De vuile bruid                                                                                  | –                                                 | ca. 1566         | pen en zwartbruine inkt op een wit geprepareerd, deels uitgesneden houtblok (appel)                                | 26,4 × 41,6 dikte: 2,9 cm      | New York, Metropolitan Museum of Art                                                |
|            | Pieter van der Heyden naar Bruegel De bruiloft van Mopsus en Nisa of De vuile bruid                                               |                                                   | 1570             | gravure | 22,3 × 28,9                    |                                                                                     |
|            | anoniem naar Bruegel De wildeman                                                                                                  |                                                   | 1566             | houtsnede | 27,2 × 41                      |                                                                                     |
|            | De imkers of: De honingdieven | bruegel mdlxv[...]                                | ca. 1568         | pen en bruine inkt                                                                                                 | 20,3 × 30,9                    | Berlijn, Kupferstichkabinett                                                        |
|            | Pieter van der Heyden naar Bruegel Het zottebollenfeest                                                                           |                                                   | na 1570          | gravure | 32,5 × 43,7                    |                                                                                     |
|            | Pieter van der Heyden naar Bruegel De strijd om geld                                                                              |                                                   | na 1570          | gravure | 24 × 31                        |                                                                                     |
|            | Philip Galle naar Bruegel Christus en de Emmaüsgangers                                                                            |                                                   | 1571             | gravure | 24,8 × 19,3                    |                                                                                     |
|            | Philip Galle naar Bruegel De triomf van de tijd                                                                                   |                                                   | 1574             | gravure | 21,2 × 30,4                    |                                                                                     |